# Municipio de Pando

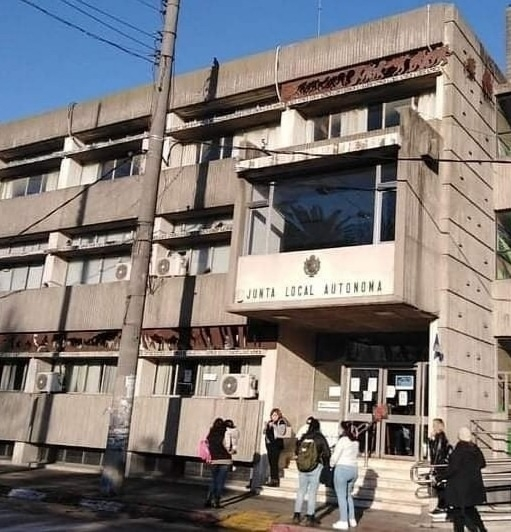
Actual Alcaldía del Municipio de Pando, construido en 1971 por la entonces Junta Local homónima.

El Municipio de Pando es uno de los municipios del departamento de Canelones, Uruguay. Tiene como sede la ciudad homónima.

## Ubicación
El municipio se encuentra localizado en la zona sur del departamento de Canelones. Limita al norte con el municipio de Sauce, al este con los municipios de Empalme Olmos y Salinas, al sur con el municipio de Ciudad de la Costa, al suroeste con el de Nicolich y al oeste con los municipios de Suárez y Barros Blancos.

## Características
El municipio fue creado por ley 18.653 del 15 de marzo de 2010, sustituyendo a la entonces Junta Local Autónoma. Forma parte del departamento de Canelones. Su territorio comprende al distrito electoral CMA de ese departamento.
Su superficie es de 114 km².
Forman parte de este municipio las localidades de:
- Pando
- Cruz de los Caminos
- Totoral del Sauce
- Jardines de Pando
- Estanque de Pando
- San Bernardo
- Cumbres de Carrasco
- Lomas de Carrasco

## Autoridades
Las autoridades del municipio son el alcalde y cuatro concejales.
| Nº | Alcalde           | Partido       | Inicio del mandato | Fin del mandato | Observaciones   |
| -- | ----------------- | ------------- | ------------------ | --------------- | --------------- |
| 1  | Martín Barindelli | Frente Amplio | 2010               | julio de 2015   | Alcalde elegido |
| 2  | Alcídez Pérez     | Frente Amplio | julio de 2015      | 2020            | Alcalde elegido |

Los concejales en el período 2010-2015 fueron: Martín Barindelli (ALCALDE FA), José Luis Devitta(FA) , Mauricio Chiesa(FA) , Héctor Zinola(FA), Juan Carlos Rodríguez (PN) 
Los concejales en gel período 2015-2020 son: Eduardo Méndez, Ricardo Paredes, Ruth Diverio y Juan Carlos Rodríguez.